# Geranium sebosum
Geranium sebosum är en näveväxtart som beskrevs av Sidney Fay Blake. Geranium sebosum ingår i släktet nävor, och familjen näveväxter. Inga underarter finns listade i Catalogue of Life.